# AerCap
AerCap is een bedrijf actief op het gebied van vliegtuigleasing. Het hoofdkantoor staat in Dublin maar het is een Nederlandse naamloze vennootschap. De aandelen staan genoteerd aan de New York Stock Exchange.

## Activiteiten
AerCap is een vliegtuigleasemaatschappij. Het bedrijf koopt vliegtuigen en least deze aan luchtvaartmaatschappijen. Deze laatste is verantwoordelijk voor het onderhoud en verzekeringen. AerCap int de leasevergoeding en neemt het risico dat de vliegtuigen minder waard zijn als het leasecontract afloopt. AerCap had eind 2023 een vloot van 1556 vliegtuigen in eigendom en beheerde voor anderen nog eens 184 toestellen. Het had 338 toestellen in bestelling. Voor de eigen vloot sluit men leasecontracten af met een maximale looptijd van 16 jaar. Grote dure vliegtuigen kennen een langere leasetermijn dan kleine goedkopere toestellen. Eind 2023 telde het bedrijf zo’n 200 luchtvaartmaatschappijen als klant en deze klanten waren gevestigd in circa 80 landen. Naast hele vliegtuigen least AerCap ook vliegtuigmotoren en helikopters. Per eind 2023 had het 313 helikopters en 439 motoren in eigendom.
AerCap handelt ook in vliegtuigen, motoren en andere vliegtuigonderdelen. Dit zijn activa waarvan de leaseovereenkomsten zijn beëindigd of soms ook nieuwe vliegtuigen als de verkoopopbrengst meer is dan de verwachte leaseopbrengsten.
De omzet van AerCap bestaat vooral uit leaseopbrengsten en een klein deel is afkomstig van de handel in vliegtuigen en andere diensten. De belangrijkste kosten zijn de afschrijvingen op de vliegtuigen en de rentebetalingen. Een groot deel van de vloot is betaald met leningen waarover rente wordt vergoed.

## Overzicht vloot en resultaten
De sterke toename van de vloot en resultaten in 2014 is het gevolg van de overname van ILFC. In 2020 leed het bedrijf een verlies van bijna 300 miljoen dollar. Dit was het gevolg van de coronapandemie waardoor de inkomsten daalden en er extra afschrijvingen volgden op de waarde van de vliegtuigen.
| Jaar | Vliegtuigen in eigendom (in stuks) | Balanstotaal (× miljard) | Nettoresultaat (× miljoen) |
| ---- | ---------------------------------- | ------------------------ | -------------------------- |
| 2005 | 241                                | US$ 3,0                  | -                          |
| 2006 | 344                                | US$ 3,9                  | -                          |
| 2007 | 316                                | US$ 4,4                  | -                          |
| 2008 | 297                                | US$ 5,4                  | US$ 151,8                  |
| 2009 | 291                                | US$ 6,8                  | US$ 165,2                  |
| 2010 | 350                                | US$ 9,6                  | US$ 207,6                  |
| 2011 | 350                                | US$ 9,1                  | US$ 172,2                  |
| 2012 | 292                                | US$ 8,6                  | US$ 163,7                  |
| 2013 | 305                                | US$ 9,5                  | US$ 292,4                  |
| 2014 | 1132                               | US$ 43,9                 | US$ 810,4                  |
| 2015 | 1109                               | US$ 43,9                 | US$ 1178,7                 |
| 2016 | 1022                               | US$ 41,6                 | US$ 1046,6                 |
| 2017 | 980                                | US$ 42,0                 | US$ 1076,2                 |
| 2018 | 962                                | US$ 43,2                 | US$ 1015,6                 |
| 2019 | 939                                | US$ 43,7                 | US$ 1145,7                 |
| 2020 | 939                                | US$ 42,0                 | US$ −298,6                 |
| 2021 | 1756                               | US$ 74,6                 | US$ 1000,5                 |
| 2022 | 1572                               | US$ 69,7                 | US$ −726,0                 |
| 2023 | 1556                               | US$ 71,3                 | US$ 3136,1                 |

In het eerste kwartaal van 2022 nam AerCap een bijzondere afschrijving op de vliegtuigen in Rusland en Oekraïne ter waarde van US$ 2,4 miljard. Op het moment dat de Russische inval begon had AerCap 135 vliegtuigen en 14 motoren bij Russische klanten staan, dit is ongeveer 5% van de totale waarde van de bezittingen van AerCap. 22 vliegtuigen en drie motoren heeft Aercap terug kunnen halen waardoor er nog 113 vliegtuigen in Rusland zijn achtergebleven. Aercap heeft de totale waarde hiervan afgeschreven en is nog in onderhandeling met de verzekeringsmaatschappijen om een deel of de gehele schade te verhalen. In het vierde kwartaal van 2023 bereikte het overeenstemming met diverse Russische luchtvaartmaatschappijen en verzekeraars, dit leverde het bedrijf US$ 0,6 miljard op dat ten gunste van het resultaat 2023 werd gebracht.

## Geschiedenis
Medio 2005 werd de leasemaatschappij Debis AirFinance, een dochter van Daimler, overgenomen door Cerberus Capital Management. Cerberus nam alle aandelen en enkele schulden over van de voormalige aandeelhouders DaimlerChrysler, Bayern LB, Dresdner Bank, DZ BANK en HypoVereinsbank. Debis AirFinance had op het moment dat de koop werd gesloten een vloot van 141 vliegtuigen, waaronder de Airbus A320 en A330, de Boeing 737, 757 en 767 en de Fokker 100. Er werkten wereldwijd 109 mensen op de vestigingen in Nederland, Shannon in Ierland en Fort Lauderdale. Een paar maanden later wordt de naam gewijzigd in AerCap, wat staat voor ‘Capability, Capital en Capacity’.
Op 20 november 2006 ging AerCap naar de aandelenbeurs. Ceberus verkocht 26,1 miljoen aandelen, 31% van het totaal, voor US$ 23 per stuk. De totale opbrengst voor Ceberus was US$ 600 miljoen.
In september 2009 nam AerCap concurrent Genesis over. Genesis had op het moment van de overname 54 vliegtuigen, en AerCap had er 304. De leasesector had zwaar te lijden onder de effecten van de kredietcrisis. Leasetarieven daalden fors en consolidatie in de sector was noodzakelijk. Genesis had ook een beursnotering en AerCap betaalde de overname met een aandelenruil. Na de transactie hadden de voormalige eigenaren van Genesis een belang van 29% in het vergrote AerCap. Genesis was in 2006 opgericht, GE Capital Aviation Services had een klein deel van zijn vloot afgesplitst en ondergebracht in Genesis.
Waha Capital, een investeringsmaatschappij uit Abu Dhabi, nam in november 2010 een aandelenbelang van 20% in AerCap. Waha Capital bracht onder andere haar belang van 50% in AerVenture in ruil voor aandelen AerCap. De totale transactie vertegenwoordigde een waarde van US$ 380 miljoen. Waha Capital heeft in 2019 de laatste aandelen AerCap verkocht.
AerCap kocht in 2013 de veel grotere concurrent International Lease Finance Corporation (ILFC) voor US$ 5 miljard. AerCap werd door de koop het grootste vliegtuigleasebedrijf ter wereld, gemeten in waarde van de activa, die US$ 41 miljard bedraagt. AerCap bezit na de overname 1673 toestellen, inclusief orders voor 385 nieuwe vliegtuigen. Gemeten naar de omvang van de vloot is AerCap tweede in de markt en blijft GE Capital Aviation Services met 1700 vliegtuigen de grootste. AerCap betaalt de overname deels met eigen aandelen, bijna 100 miljoen stuks. Na de transactie was American International Group (AIG) de grootste aandeelhouder in het bedrijf met een belang van 46%. Op 14 mei 2014 werd de transactie afgerond. In juni 2015 verkocht AIG bijna alle aandelen in AerCap voor US$ 3,7 miljard. Het belang van AIG in AerCap daalde naar 5%. Een klein deel van de aandelen werd door AerCap zelf ingekocht.
Op 1 november 2021 werd de overname van GE Capital Aviation Services (GECAS) van General Electric (GE) afgerond. Met de overname telt AerCap zo'n 300 klanten wereldwijd en heeft een vloot van meer dan 2000 vliegtuigen, 900 motoren en 300 helikopters. Verder staan er orders uit voor ongeveer 450 moderne vliegtuigen. Verkoper GE heeft geld en aandelen AerCap gekregen en is de grootste aandeelhouder geworden met een belang van 46%. Op 1 november 2021 is de transactie succesvol afgerond.
In september 2023 verkocht grootaandeelhouder GE 46,8 miljoen aandelen AerCap voor US$ 59 per stuk of zo'n US$ 2,8 miljard in totaal. Hiermee halveerde het belang van GE in AerCap. AerCap zelf kocht iets meer dan een derde van de aandelen die werden aangeboden. In november 2023 verkocht GE de laatste aandelen AerCap en is daarmee niet langer een aandeelhouder.